# Wordnik
Wordnik (wordnik.com) — интернет-сайт, разрабатываемый одноименной некоммерческой организацией, представляющий собой онлайн-словарь английского языка и языковой ресурс для словарей и тезауруса.  Часть контента, представленного Wordnik, основывается на известных печатных словарях английского языка, таких как Century Dictionary, American Heritage Dictionary, WordNet и GCIDE (GNU-версия Collaborative International Dictionary of English). Wordnik собрал корпус из миллиардов слов, которые используются на сайте для отображения примеров предложений, что позволяет ему предоставлять информацию о гораздо большем наборе слов, чем в обычном словаре. Wordnik использует как можно больше реальных примеров при определении слова.
Одним из основных источников слов и цитат, используемых сайтом Wordnik, является Викисловарь, свободно пополняемый многофункциональный многоязычный онлайн-словарь и тезаурус, основанный на вики-движке, проект Фонда Викимедиа, в котором содержатся грамматические описания, толкования и переводы слов, а также информация об этимологии, фонетических свойствах и семантических связях слов.

## История
Wordnik.com был вначале запущен в режиме закрытого бета-тестирования в феврале 2008 года, и наконец был открыт для свободного посещения в июне 2009 года. Соучредителями сайта стали генеральный директор Эрин Маккин, редакторский директор Грант Барретт, главный компьютерный лексикограф Орион Монтойя и руководитель отдела разработки Энтони Тэм. Маккин, Барретт и Монтойя ранее работали в Департаменте словарей США Oxford University Press. Первоначально штаб-квартира учрежденной стартап-компании находилась в Сан-Матео, штат Калифорния. 
В сентябре 2009 года владельцы сайта Wordnik приобрели сайт социальной сети любителей слов Wordie.org. Все учетные записи и данные сайта Wordie.org впоследствии были перенесены на сайт Wordnik.
Материалы сайта Wordnik извлекаются из Интернета с помощью автоматических программ. Затем сайт показывает читателям информацию об определенном слове без какого-либо редакционного влияния. Wordnik не допускает использования определений, добавленных пользователями, но, похоже, утверждает, что это может быть разрешено в будущем.
В январе 2011 года Эрин Маккин перезапустила компанию под названием Reverb Technologies, Inc. в Пало-Альто с соучредителем Wordnik Энтони Тэмом.
Под названием Reverb они продолжали использовать Wordnik.com, но также расширили его технологию на другие услуги и продукты, включая «Reverb for Publishers», который был плагином для блогов для поиска статей по теме.
В 2015 году компания начала  кампанию сбора средств на Kickstarter с целью найти и добавить в Wordnik миллион новых слов, которые еще не были включены в основные английские словари.

## Статистика
По состоянию на 9 января 2011 года Wordnik Zeitgeist сообщает, что:
Wordnik — это миллиарды слов, 749 451 358 примеров предложений, 6 431 128 уникальных слов, 208 822 комментария, 146 171 тег, 121 432 произношения, 76 662 избранных и 859 206 слов в 27 595 списках, созданных 59 501 пользователем.
— Wordnik Zeitgeist